# Allophylus edulis
Allophylus edulis là một loài thực vật có hoa trong họ Bồ hòn. Loài này được (A.St.-Hil., A.Juss. & Cambess.) Radlk. mô tả khoa học đầu tiên năm 1890.

## Hình ảnh

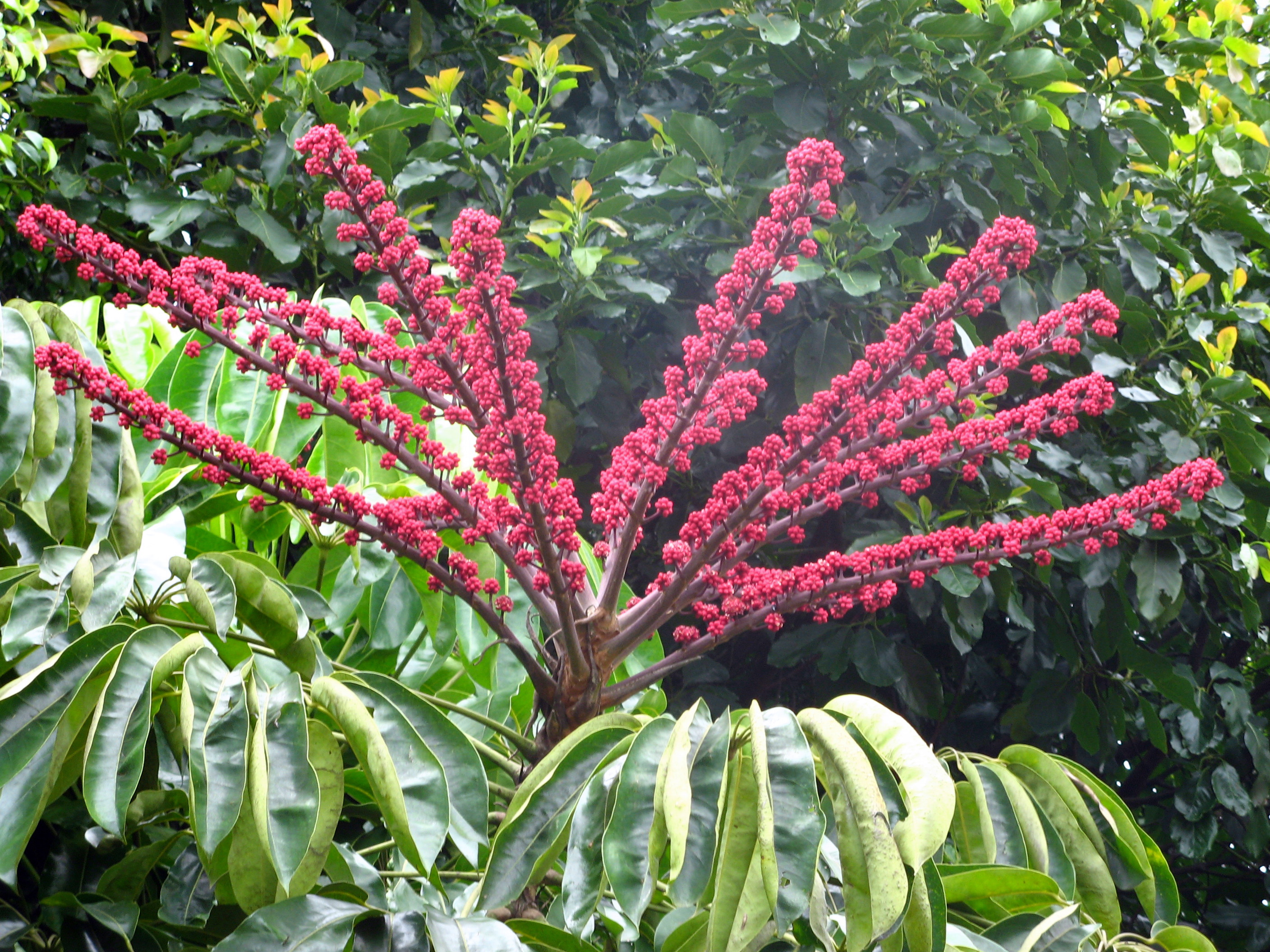
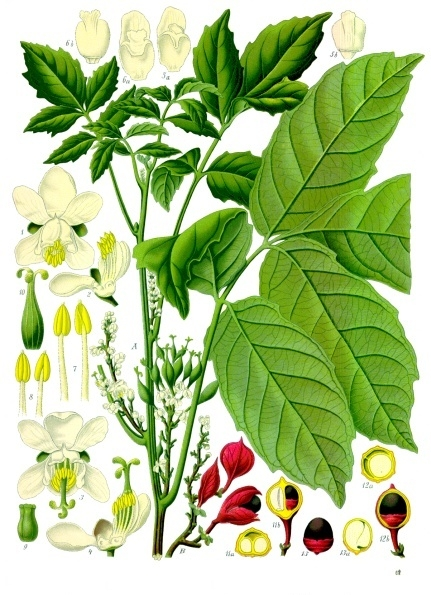